# Импалефекация
Импалефекция — это метод доставки генов с использованием наноматериалов, таких как углеродные нановолокна, углеродные нанотрубки, нанопровода. Иглоподобные наноструктуры синтезируются перпендикулярно поверхности подложки. Плазмидная ДНК, содержащая ген и предназначенная для внутриклеточной доставки, прикрепляется к поверхности наноструктуры. Затем чип с массивами таких игл прижимается к клеткам или тканям. Клетки, на которые воздействуют наноструктуры, могут экспрессировать доставленный ген(ы).
Как один из видов трансфекции, термин образован от двух слов — импалемент и инфекция.

## Применения
Одной из особенностей импалефекции является пространственно-разрешенная доставка генов, что имеет потенциал для таких тканеинженерных подходов в заживлении ран, как технология генно-активированного матрикса. Хотя импалефекция является эффективным подходом in vitro, она еще не была эффективно использована in vivo на живых организмах и тканях..

## Материалы носителей
Вертикально выровненные массивы углеродных нановолокон, подготовленные с помощью фотолитографии и усиленного плазмой химического осаждения из паровой фазы, являются одним из подходящих типов материалов. Кремниевые нанопроволоки — еще один вариант наноигл, которые использовались для импалефекции.